# Łukasz Gutt
Łukasz Gutt (ur. 1980) – polski reżyser i operator filmowy, laureat Wielkiej Nagrody - Złotych Lwów na Festiwalu Polskich Filmów Fabularnych w Gdyni oraz Polskiej Nagrody Filmowej.
Absolwent Wydziału Radia i Telewizji Uniwersytetu Śląskiego w Katowicach.

## Wybrana filmografia[1]
jako reżyser:
- Wszystkie nasze strachy (2021) wspólnie z Łukaszem Rondudą

jako autor zdjęć:
- Ki (2011)
- W ukryciu (2013)
- Panie Dulskie (2015)
- Kamerdyner (2018)
- Stulecie Winnych (2020), odc. 16-22 i 24
- Wszystkie nasze strachy (2021)
- Broad Peak (2022)

## Wybrane nagrody i nominacje[1]
- 2014: Grand Prix za zdjęcia do spektaklu Skutki uboczne na Festiwalu Teatru Polskiego Radia i Teatru Telewizji Polskiej „Dwa Teatry” w Sopocie
- 2018: Nagroda za zdjęcia do filmu Serce miłości na Koszalińskim Festiwalu Debiutów Filmowych „Młodzi i Film”
- 2019: nominacja do Nagrody Stowarzyszenia Autorów Zdjęć Filmowych (PSC) za zdjęcia do filmu Kamerdyner
- 2021: Wielka Nagroda "Złote Lwy za najlepszy film Wszystkie nasze strachy na Festiwalu Polskich Filmów Fabularnych w Gdyni
- 2021: Nagroda za zdjęcia do filmu Wszystkie nasze strachy na Festiwalu Polskich Filmów Fabularnych w Gdyni
- 2022: nominacja do Nagrody Stowarzyszenia Autorów Zdjęć Filmowych (PSC) za zdjęcia do filmu Wszystkie nasze strachy
- 2022: Polska Nagroda Filmowa w kategorii Odkrycie roku za Wszystkie nasze strachy
- 2022: nominacja do Polskiej Nagrody Filmowej w kategorii Najlepszy film za Wszystkie nasze strachy
- 2022: nominacja do Polskiej Nagrody Filmowej w kategorii Najlepsza reżyseria za Wszystkie nasze strachy
- 2022: nominacja do Polskiej Nagrody Filmowej w kategorii Najlepsze zdjęcia za Wszystkie nasze strachy
- 2022: Złota Taśma - Nagroda Koła Piśmiennictwa Filmowego Stowarzyszenia Filmowców Polskich w kategorii Film polski za Wszystkie nasze strachy